# Tuek Chour Smach
Tuek Chour Smach é uma comuna do distrito de Preah Netr Preah na província cambojana de Banteay Meanchey. É localizada na região nor-noroeste do país.

## Vilarejos
Paoy Char, Ta Khaek, Kouk kei, Tonloab, Kouk Tiem, Char Leu, Kantuot, Thmei, Kandal, Tuek Chour, Ta Siev, Kampong Thkov, Ta Pon, Svay L'a, Ta Daek, Samraong, Anlong Vil